# Relació amb inversors
Les relacions amb inversors (IR) són una "responsabilitat de gestió estratègica que és capaç d'integrar el compliment de la llei de finances, comunicació, màrqueting i valors per permetre la comunicació bidireccional més eficaç entre una empresa, la comunitat financera i altres col·lectius, que en última instància contribueix a valors d'una empresa aconseguint una valoració justa". segons la definició de l'Institut Nacional de Relacions amb Inversors (NIRI). La IR també serveix per avaluar l'impacte de les accions d'una empresa (per exemple, adquisicions, canvi en la política de dividends, introducció de nous productes) en la posició de l'empresa als mercats de capitals (per exemple, preu de les accions, posició competitiva, percepció pública).
El terme descriu el departament d'una empresa dedicat a gestionar les consultes d'accionistes i inversors, així com d'altres que puguin estar interessats en les accions o l'estabilitat financera d'una empresa.

## Estructura
Normalment, les relacions amb inversors són un departament o una persona que depèn del director financer (Chief Financial Officer, CFO) o tresorer. En algunes empreses, les relacions amb els inversors les gestionen els departaments de relacions públiques o comunicacions corporatives, i també es poden denominar "relacions públiques financeres" o "comunicacions financeres". A les empreses més petites, la funció IR sovint es subcontracta a empreses independents de relacions amb inversors. Les relacions amb inversors es considera una especialitat de relacions públiques pel Departament de Treball dels EUA.
Moltes empreses més grans que cotitzen en borsa ara disposen d'oficials de IR (IRO) dedicats, que supervisen la majoria dels aspectes de les reunions d'accionistes, conferències de premsa, reunions privades amb inversors (conegudes com a reunions informatives "un a un"), seccions de relacions amb inversors dels llocs web de les empreses, i informes anuals de l'empresa. La funció de relacions amb inversors també inclou sovint la transmissió d'informació relativa a valors intangibles com la política de l'empresa sobre govern corporatiu o responsabilitat social corporativa. Recentment, el camp ha tingut tendència cap a un moviment cada cop més popular per a les "dades interactives", i la gestió de les dades de l'empresa mitjançant solucions de streaming de dades com XBRL o altres formes de divulgació electrònica s'han convertit en temes de discussió predominants entre les principals IRO a tot el món.
El departament de relacions amb inversors ha d'estar al corrent dels reptes presents i futurs que pot afrontar una entitat o emissor, incloent aquells vinculats amb responsabilitats fiduciàries i l'impacte en l'estructura organitzativa. És essencial que puguin analitzar les variacions en el comportament de compra i venda d'accions d'una companyia cotitzada, les quals sovint sorgeixen arran de noves divulgacions públiques o informes d'anàlisi financer. A més, aquest departament ha de treballar de forma coordinada amb la Secretaria Corporativa per abordar assumptes legals i de regulació que incideixen sobre els drets i interessos dels accionistes.
Tot i que la majoria dels IRO informarien al director financer, també solen informar al director executiu (CEO) i al consell d'administració i al president d'una corporació. Això vol dir que, a més de ser capaços d'entendre i comunicar l'estratègia financera de l'empresa, també són capaços de comunicar la direcció estratègica més àmplia de la corporació i garantir que la imatge de la corporació es mantingui de manera cohesionada.
El president o conseller delegat de l'empresa o corporació tindria la responsabilitat directa de relacionar la postura general de l'empresa directament amb els accionistes o els inversors.
A causa de l'impacte potencial de les reclamacions de responsabilitat legal concedides pels tribunals, i l'impacte consegüent en el preu de les accions de l'empresa, IR sovint té un paper en la gestió de crisi, per exemple, la reducció de la mida corporativa, els canvis en la gestió o l'estructura interna, els problemes de responsabilitat del producte i desastres industrials.
L'organització membre professional més valorada per a les relacions amb inversors als Estats Units és el National Investor Relations Institute, o NIRI. A més de nombrosos seminaris i reunions de desenvolupament professional, NIRI ofereix un programa de certificació, la Carta de Relacions amb Inversors. Al Regne Unit, l'organisme reconegut de la indústria és The Investor Relations Society, mentre que al Canadà, l'associació professional s'anomena Canadian Investor Relations Institute, o CIRI. L'organització professional d'Austràlia es coneix com l'Associació Australiana de Relacions amb Inversors (AIRA).

## Llei Sarbanes-Oxley
La Llei Sarbanes-Oxley de 2002 dels Estats Units va augmentar significativament la importància de les relacions amb inversors als mercats financers. La llei va establir nous requisits per al govern corporatiu i el compliment normatiu, amb un èmfasi més gran en la precisió en l'auditoria i la divulgació pública. Les disposicions notables de la llei que s'apliquen a les relacions amb inversors inclouen revelacions financeres millorades i precisió dels informes financers, revelacions en temps real, revelacions de transaccions fora de balanç, revelacions financeres pro forma, avaluació de la gestió dels controls interns i responsabilitat corporativa dels informes financers. Més concretament, les seccions 301, 302, 404 i 802 de Sarbanes-Oxley han estat d'interès particular per a les empreses que milloren el compliment corporatiu. Similars a Sarbanes–Oxley són la Llei Keeping the Promise for a Strong Economy Act (mesures pressupostàries), 2002 al Canadà, la Llei de seguretat financera de França a França i J-SOX al Japó. La Directiva europea MiFID, tot i que es refereix principalment a la protecció dels inversors, també cobreix la regulació i el compliment de les empreses europees cotitzades.